# Calendario ático
El calendario ático, en vigor en Atenas en la Antigüedad clásica, es el más conocido de los calendarios griegos. Es de tipo lunisolar.

## Los diferentes ciclos
El año ateniense se componía de 12 meses lunares. Al principio, cada mes contaba con 30 días. En consecuencia, se hizo un ajuste con el ciclo lunar, alternando un mes de 29 días (κοῖλοι μῆνες / koĩloi mễnes) y uno de 30 días (μῆνες πλήρεις / mễnes plếreis). Esto da un año de 354 días, es decir 11 días menos en relación con el año del ciclo solar. Para remediarlo se intercaló un decimotercer mes de 30 días después de cada segundo año lunar. Es lo que se llama un ciclo «trierético». A cada año de 13 meses se le llama «embolístico», nombre que recibe precisamente del mes que es añadido (mes embolístico).
Encontrándose el año en adelante demasiado lento en relación con el ciclo lunar, otra corrección es aplicada en el siglo V a. C., la del ciclo «octaetérico». En este sistema, el mes a intercalar es insertado en un ciclo de ocho años: este periodo de ocho años, cuenta con tres años de trece meses —el tercero, el quinto y el octavo año.
Otros ciclos han sido igualmente considerados en el curso de la historia ateniense. Así, Metón de Atenas, bajo Pericles, pone a punto un ciclo de 19 años (véase ciclo metónico). Calipo de Cícico, en el siglo IV a. C., inventa por su parte el ciclo de 76 años.

## Mes del calendario
Esta noción de ciclo, y sobre todo intercalar un mes suplementario, hacen imposible coincidir de manera absoluta los meses atenienses y los del calendario gregoriano, utilizado actualmente en la mayor parte del mundo. En efecto, la diferencia puede a veces representar un mes entero. En cambio, es fácil hacer coincidir los meses atenienses con las estaciones.
Los nombres de los meses están unidos a las divinidades griegas o a las fiestas religiosas. El año comienza cerca del solsticio de verano.
| Nombre | Nombre griego               | Significado                                                        | Duración | Equivalente (aprox.) | Fiestas principales                     |
| VERANO |                             |                                                                    |          |                      |                                         |
| hecatombeón | Ἑκατομϐαιών / Hekatombaiốn  | «el mes de la fiesta de la hecatombe»                              | 30 días  | julio                | fiestas de la Paz, Sinecías, Panateneas |
| metagitnión | Μεταγειτνιών / Metageitniốn | «el mes de la fiesta de las mudanzas»                              | 29 días  | agosto               |                                         |
| boedromión | Βοηδρομιών / Boêdromiốn     | «el mes de la fiesta de las Boedromías»                            | 30 días  | septiembre           |                                         |
| OTOÑO |                             |                                                                    |          |                      |                                         |
| pianepsión | Πυανεψιών / Pyanepsiốn      | «el mes de la fiesta de las Pianepsias »                           | 30 días  | octubre              | Epitafias                               |
| memacterión | Μαιμακτηριών / Maimakteriốn | «el mes de Zeus Maimaktês (Impetuoso) »                            | 29 días  | noviembre            |                                         |
| posideón | Ποσειδεών / Poseideốn       | «el mes de Poseidón »                                              | 29 días  | diciembre            | Dionisias rurales                       |
| El mes intercalar |                             |                                                                    |          |                      |                                         |
| Se inserta entre posideón y gamelión. Se llama posideón ΙΙ (δεύτερος o ὕστερος), dura 30 días, y es más o menos equivalente a diciembre–enero. Toma el nombre de Ἁδριανιών / Hadrianiốn (mes de Adriano) en honor del emperador Adriano en el siglo II, prueba de la supervivencia de este calendario en la época imperial. |                             |                                                                    |          |                      |                                         |
| INVIERNO |                             |                                                                    |          |                      |                                         |
| gamelión | Γαμηλιών / Gameliốn         | «el mes de las bodas: se celebraban las Leneas en honor a Dioniso» | 30 días  | enero                | Leneas                                  |
| antesterión | Ἀνθεστηριών / Anthestêriốn  | «el mes de las flores », en honor de Dioniso                       | 29 días  | febrero              | Antesterias                             |
| elafebolión | Ἐλαφηβολιών / Elaphêboliốn  | «el mes de Artemisa Elaphêbolos (que persigue a los ciervos) »     | 30 días  | marzo                | Dionisias urbanas                       |
| PRIMAVERA |                             |                                                                    |          |                      |                                         |
| muniquión | Μουνιχιών / Mounikhiốn      | «el mes de Artemisa Muniquia (de la ciudad de Muniquia)»           | 29 días  | abril                |                                         |
| targelión | Θαργηλιών / Thargêliốn      | «el mes de las Targelias, en honor de Artemisa y de Apolo»         | 30 días  | mayo                 | Targelias                               |
| esciroforión | Σκιροφοριών / Skirophoriốn  | «el mes de las Esciroforias » en honor de Atenea»                  | 29 días  | junio                | Esciroforias                            |

## Los días del mes
Cada mes se supone que empezaba con la luna nueva. En consecuencia, el primer día se llama νουμηνία noumênía (‘luna nueva’) y el último, ἔνη καὶ νέα énê kaì néa (‘vieja y nueva’). Cada mes se componía de tres décadas :
1. μηνὸς ἱσταμένου (o ἀρχομένου) mênòs istamenou (o arkhoménou), ‘la década del mes que comienza’;
2. μηνὸς μεσοῦντος mênòs mesoũntos, ‘la década de mitad del mes’;
3. μηνὸς φθίνοντος mênòs phthínontos, ‘la década del mes que acaba’.

La última década presenta la particularidad de que sus días están en el lógico orden decreciente hasta la nueva luna.
| Días del mes | 1ª década           | Días del mes | 2ª década         | Días del mes | 3ª década (30 días)       | 3ª década (29 días)       |
| 1            | νουμηνία / noumênía | 11           | πρώτη / prốtê     | 21           | δεκάτη / dekátê           | ἐννάτη / hennátê          |
| 2            | δευτέρα / deutéra   | 12           | δευτέρα / deutéra | 22           | ἐννάτη / hennátê          | ὀγδόη / hogdóê            |
| 3            | τρίτη / trítê       | 13           | τρίτη / trítê     | 23           | ὀγδόη / hogdóê            | ἐϐδόμη / hebdómê          |
| 4            | τετάρτη / tetártê   | 14           | τετάρτη / tetártê | 24           | ἐϐδόμη / hebdómê          | ἔκτη / héktê              |
| 5            | πέμπτη / pémptê     | 15           | πέμπτη / pémptê   | 25           | ἔκτη / héktê              | πέμπτη / pémptê           |
| 6            | ἔκτη / héktê        | 16           | ἔκτη / héktê      | 26           | πέμπτη / pémptê           | τετάρτη / tetártê         |
| 7            | ἐϐδόμη / hebdómê    | 17           | ἐϐδόμη / hebdómê  | 27           | τετάρτη / tetártê         | τρίτη / trítê             |
| 8            | ὀγδόη / hogdóê      | 18           | ὀγδόη / hogdóê    | 28           | τρίτη / trítê             | δευτέρα / deutéra         |
| 9            | ἐννάτη / hennátê    | 19           | ἐννάτη / hennátê  | 29           | δευτέρα / deutéra         | ἔνη καὶ νέα / énê kaì néa |
| 10           | δεκάτη / dekátê     | 20           | δεκάτη / dekátê   | 30           | ἔνη καὶ νέα / énê kaì néa | _                         |

Durante cada mes los días del 1 al 4 y del 6 al 8 eran todos consagrados a un dios en particular o a una entidad divina, acumulándose unos 60 días al año.
- Día 1: Luna Nueva: Noumenia
- Día 2: Agatos Daimon
- Día 3: Nacimiento de Atenea
- Día 4: Heracles, Hermes, Afrodita y Eros
- Día 6: Nacimiento de Artemisa
- Día 7: Nacimiento de Apolo
- Día 8: Poseidón y Teseo

Los festivales mensuales y anuales usualmente no se permitían caer en el mismo día, por lo tanto cada mes festivo tenía una fase de apertura con prácticas y celebraciones exactas recurrentes, mientras que en el cuerpo de cada mes había una fecha única de días festivos.  Una función paralela de este calendario fue el posicionamiento de los aproximadamente quizás 15 días prohibidos en los que no debían realizarse transacciones comerciales.

## Las estaciones
Tucídides en el inicio del Libro II de la Historia de la guerra del Peloponeso aclara que el relato está escrito siguiendo el orden en que sucedieron los diversos acontecimientos, por veranos e inviernos. El año estaba dividido en dos mitades, el invierno y el verano. Según algunos traductores y comentaristas de la obra tucidídea, el verano abarcaba la primavera y gran parte del otoño, y comenzaría sobre el 1 de marzo y terminaría el 1 de noviembre. Según W. K. Pritchett y B. I. van der Waerden, el fin del invierno y el principio del verano era el 6 de marzo (salida vespertina de la estrella Arturo) y el fin del verano y comienzo del invierno sería el 8 de noviembre (puesta matutina de Las Pléyades), fechas precisas tomadas del parápēgma de Euctemón.